# Nicolò Parisini
Nicolò Parisini, né le 25 avril 2000 à Voghera en Lombardie,, est un coureur cycliste italien. 

## Biographie
Issu d'une famille de sportifs, Nicolò Parisini est le cousin d'Andrea Parisini, capitaine de l'équipe nationale italienne de handball. Tout comme ce dernier, il entreprend une carrière sportive, mais dans le cyclisme. Il commence à l'âge de six ans par le BMX qu'il pratique pendant six ou sept ans, avant de passer aux compétitions sur route.
Lors de la saison 2018, il se distingue en obtenant neuf victoires, parmi lesquelles deux étapes et le classement général des Tre Ciclistica Bresciana. Il est également vice-champion d'Italie sur route juniors et quatrième d'Aubel-Thimister-Stavelot (deuxième d'une étape). Ces performances l'amènent sérieusement à envisager un passage chez les professionnels à l'avenir. La même année, il connait ses premières sélections en équipe nationale.
Pour ses débuts espoirs, il rejoint l'équipe continentale Beltrami TSA-Hopplà-Petroli Firenze en 2019. En 2020, il se classe dixième d'une étape de l'Étoile de Bessèges. Il est ensuite recruté en 2022 par la formation Qhubeka, qui évolue elle aussi au niveau continental. Plutôt rapide au sprint, il finit sixième du championnat d'Europe espoirs, sous les couleurs de la sélection nationale italienne. Il se classe par ailleurs dix-neuvième du Tour de Grande-Bretagne, tout en ayant terminé sixième de la dernière étape.

## Palmarès et résultats

### Palmarès par année
- 2018
  - Piccola San Geo
  - Gran Premio Ucat 1907
  - Papà Bortolami Memorial
  - Tre Ciclistica Bresciana :
    - Classement général
    - 1re et 3e étapes

  - Trofeo Paolo Diotto e Matteo Roma
  - Piccola Roubaix da Burbanée
  - 2e du championnat d'Italie sur route juniors
- 2020
  - 3e de Vicence-Bionde
- 2022
  - La Medicea
  - 3e étape du Tour de Vénétie
  - 3e de Florence-Empoli
  - 6e du championnat d'Europe sur route espoirs
- 2023
  - 3e étape du Tour de Croatie

### Classements mondiaux
| Année                                 | 2019  | 2020 | 2021  | 2022 | 2023 | 2024 |
| ------------------------------------- | ----- | ---- | ----- | ---- | ---- | ---- |
| Classement mondial                    | nc    | nc   | nc    | nc   | 698e | 687e |
| UCI Europe Tour                       | 1823e | nc   | 1346e | 706e | nc   | nc   |
|                                       |       |      |       |      |      |      |
| Légende : nc = non classéSource : UCI |       |      |       |      |      |      |